# Llei Orgànica de Protecció de la Seguretat Ciutadana (1992)
La Llei Orgànica 1/1992, de 21 de febrer, sobre Protecció de la Seguretat Ciutadana va ser una Llei Orgànica d'Espanya publicada al Butlletí Oficial de l'Estat el 21 febrer 1992 i vigent entre el 13 de març del 1992 i l'1 de juliol del 2015. Va ser derogada per la disposició derogatòria única de la L.O. 4/2015, de 30 de març, de protecció de la seguretat ciutadana l'1 de juliol del 2015.
És coneguda com a Llei Corcuera, pel fet que fou aprovada durant el mandat de José Luis Corcuera com a titular del Ministeri de l'Interior, i com a Llei de la puntada de peu a la porta, perquè facultava a les forces de l'ordre a entrar en una propietat privada en la qual se sospités que podia estar cometent un delicte, sense necessitat d'ordre o autorització judicial prèvia.
El 2015 va ser substituïda per una nova llei de seguretat ciutadana, la Llei Orgànica de Protecció de la Seguretat Ciutadana, aprovada exclusivament amb els vots del Partit Popular i que la resta de grups parlamentaris van qualificar de llei mordassa.

## Història

### Antecedents
- Llei de Repressió de la Maçoneria i del Comunisme, 1940.
- Ley de Vagos y Maleantes, 1933, modificada el 1954.
- La nova Llei Orgànica del 1992 fou aprovada per completar el procés de derogació de la Llei 45/1959 d'Ordre Públic, molt emblemàtica del Franquisme, tal com diu expressament l'exposició de motius de la Llei que la va venir a substituir.[2][3][7]

La Llei de 1992 va ser durament criticada, tant des dels partits a l'esquerra del PSOE, com pels sindicats, i pel Partit Popular. El maig de 1992, els llavors responsables d'UGT i CCOO, Nicolás Redondo i Antonio Gutiérrez, respectivament, criticaven durament la norma, al·legant que restringia el dret a la vaga dels treballadors.
El president del PP i després president del Govern, José María Aznar, assegura que la llei no garantia de forma correcta les llibertats i els drets dels ciutadans. També l'Associació Professional de la Magistratura demanava respecte al ministre pel que fa a les decisions policials.

### Recursos d'inconstitucionalitat
Contra ella s'hi presentaren diversos recursos d'inconstitucionalitat que foren resolts per la Sentència 341/1993, de 18 de novembre de 1993, del Tribunal Constitucional, que entre altres coses anul·lava el precepte pel qual es permetia els policies entrar i registrar un domicili sense autorització del jutge quan perseguien delictes de narcotràfic.